# Frederik Hendrik van Brandenburg-Schwedt
Frederik Hendrik van Brandenburg-Schwedt, ook wel Hendrik Frederik genoemd, (Schwedt, 21 augustus 1709 - aldaar, 12 december 1788) was van 1771 tot aan zijn dood markgraaf van Brandenburg-Schwedt. Hij behoorde tot het huis Hohenzollern.

## Levensloop
Frederik Hendrik was de derde zoon van markgraaf Filips Willem van Brandenburg-Schwedt uit diens huwelijk met Johanna Charlotte, dochter van vorst Johan George II van Anhalt-Dessau. 
In 1711 overleed zijn vader, waarna hij werd opgevoed door zijn oom, koning Frederik I van Pruisen, en daarna door diens zoon Frederik Willem I. Hetzelfde jaar kwam hij al op tweejarige leeftijd aan het hoofd van een eigen regiment, het regiment Brandenburg-Schwedt te voet. De prins had echter weinig interesse in militaire zaken. In 1733 was de Pruisische koning Frederik Willem I zo woedend over de wanorde in zijn regiment, dat hij Frederik Hendrik enkele weken liet gevangenzetten. Onder Frederik Willems zoon en opvolger Frederik de Grote, die hem weinig respecteerde, vervulde hij amper militaire opdrachten. Wel kreeg hij in 1741 de leiding over het onbelangrijke fusilliersregiment Brandenburg-Schwedt toegewezen. Ook om dit regiment bekommerde hij zich weinig en hij liet de daadwerkelijke leiding over aan andere commandanten. 
Op 3 februari 1739 huwde hij met zijn eerste echtgenote, zijn volle nicht Leopoldina Maria van Anhalt-Dessau (1716-1782), dochter van zijn oom Leopold I van Anhalt-Dessau. Na de geboorte van hun twee dochters maakten beide echtelieden zo vaak en zo heftig ruzie dat Frederik de Grote Leopoldina in 1751 voor de rest van haar leven naar Kolberg verbande. Vanaf 1740 was Frederik Hendrik eveneens lid van de vrijmetselaarsloge Aux trois globes. Ook verwierf hij in 1755 het Prinsessenpaleis van Berlijn en nam hij tussen 1748 en 1765 deel aan verschillende zittingen van de Pruisische Academie van Wetenschappen, waar hij onder meer in contact kwam met wiskundige Leonhard Euler.
Na de dood van zijn oudere broer Frederik Willem werd Frederik Hendrik in 1771 markgraaf van Brandenburg-Schwedt. In deze functie bevorderde hij de kunsten en de wetenschappen. Ook stichtte hij een hoftheater en stelde hij jaarlijks een kapitaal van 2000 rijksdaalders ter beschikking om universiteitsbeurzen uit te keren aan jongemannen die minstens twee jaren aan scholen in Schwedt hadden gestudeerd. Bovendien liet hij tussen 1778 en 1780 het Jachtslot van Monplaisir bouwen.
Na de dood van zijn echtgenote in 1782 hertrouwde de inmiddels 75-jarige Frederik Hendrik in 1784 met zijn meer dan vijftig jaar jongere maîtresse, actrice Maria Magdalena Charlotte Kramann (1763-1838), die in 1786 als barones van Stoltzenberg in de adelstand werd verheven. Hun reeds in 1782 geboren oudste zoon Frederik werd hetzelfde jaar vrijheer van Stoltzenberg. Omdat hun huwelijk morganatisch was, hadden de twee zonen van Frederik Hendrik geen recht op de erfopvolging in Brandenburg-Schwedt.
In december 1788 overleed Frederik Hendrik op 79-jarige leeftijd, als laatste mannelijke lid van de Pruisische nevenlinie Schwedt. Zijn domeinen vielen terug aan koning Frederik Willem II van Pruisen. Zijn dochters en nichten kregen een pensioen, terwijl zijn weduwe Charlotte hertrouwde met zijn adviseur Adolf Julius Lauer von Münchhofen

## Nakomelingen
Frederik Hendrik en zijn eerste echtgenote Leopoldina Maria kregen twee dochters:
- Frederika Charlotte (1745-1808), abdis in het Sticht Herford
- Louise (1750-1811), huwde in 1767 met vorst Leopold III Frederik Frans van Anhalt-Dessau

Frederik Hendrik en zijn tweede echtgenote Maria Magdalena Charlotte kregen twee zonen:
- Frederik Karel (1782-1845), vrijheer van Stolzenberg, huwde in 1811 met Therese Dufour
- Hendrik Karel (1785-1786)